# Flabellum angulare
Espèce
Statut CITES
Flabellum angulare est une espèce de coraux appartenant à la famille des Flabellidae.